# Rosenspint
Der Rosenspint  (Merops malimbicus) ist ein Vogel aus der Familie der Bienenfresser (Meropidae).
Er kommt in Subsahara-Afrika vor in Angola, Benin, Burkina Faso, in der Republik Kongo, der Demokratischen Republik Kongo, Elfenbeinküste, Äquatorialguinea, Gabun, Ghana, Nigeria und Togo.
Das Verbreitungsgebiet umfasst tropischen Regenwald und baumbestandene Savanne, Lichtungen und breite Flüsse, auch aufgestautes Wasser und Farmland.
Die Art ist ein intra-afrikanischer Zugvogel, erscheint zwischen April/Mai und Juni/Juli im Brutgebiet, zieht dann meist südwärts und überwintert in Ghana und angrenzenden Gebieten.
Das Artepitheton bezieht sich auf Malembo in der Provinz Cabinda.

## Beschreibung
Der Rosenspint ist 22–25 cm groß (+ kurze zentrale Schwanzfedern bis 4–5 cm) und wiegt etwa 45 g. Er ist ein ziemlich großer, langflügeliger Bienenfresser mit charakteristischer Gefiederfärbung: die Oberseite ist schiefergrau, die Unterseite rosafarben. Er trägt eine schwarze Maske mit breitem weißem Wangenstreif, dunkelrotem Augenring. Die Iris ist dunkel, die Ohrdecken sind dunkelbraun, die Kehle namensgebend rosa-rot, gegen das Gesicht durch den Wangenstreif abgesetzt. Der Schwanz ist matt karminrot, blassen zu grau ab. Die Geschlechter unterscheiden sich nur dadurch, dass beim Weibchen die zentralen Schwanzfedern noch etwas kürzer sind. Jungvögel sind matter, sehr schmal blass gesäumt und mit leichter blaugrüner Tönung, die Maske ist dunkelgrau, noch nicht schwarz, der Wangenstreif gelblich.
Die Art kann mit dem Karminspint (M. nubicus) verwechselt werden, der aber karminrot auf Flügeln und Rücken ist, einen blaugrünen Scheitel und keinen weißen Wangenstreif aufweist. Vom Scharlachspint (M. nubicoides) unterscheidet er sich durch die gleichmäßige schiefergraue Oberseite und den weißlichen Wangenstreif. Andere Bienenfresser mit weißem Gesicht, die im gleichen Gebiet auftreten können wie Weißstirnspint (M. bullockoides) oder Madagaskarspint (M. superciliosus) sehen deutlich anders aus.

## Stimme
Der Ruf des Männchens wird als dem des Madagaskarspints (M. superciliosus) ähnlich beschrieben als „chick-k“” oder „crrrp“ im Fluge” sowie als trillerndes „prrp-prrp“, aber höher als beim europäischen Bienenfresser (M. apiaster).
Die Art ist monotypisch

## Lebensweise
Die Ernährung besteht hauptsächlich aus kleinen fliegenden Ameisen, auch Honigbienen und Wespen sowie anderen Insekten, die nahezu ausschließlich in der Luft erbeutet werden.
Die Brutzeit liegt zwischen Mai und Juni im Niger und wohl zwischen Februar und April im Kongobecken, im Küstenbereich im Oktober. Die Art gilt als monogam, es werden zahlreiche Bruthelfer beobachtet. Gebrütet wird in riesigen Kolonien in Sandbänken breiter Flüsse. Das Gelege besteht aus zwei weißen Eiern.

## Gefährdungssituation
Der Bestand gilt als nicht gefährdet (Least Concern).